# Eurisace

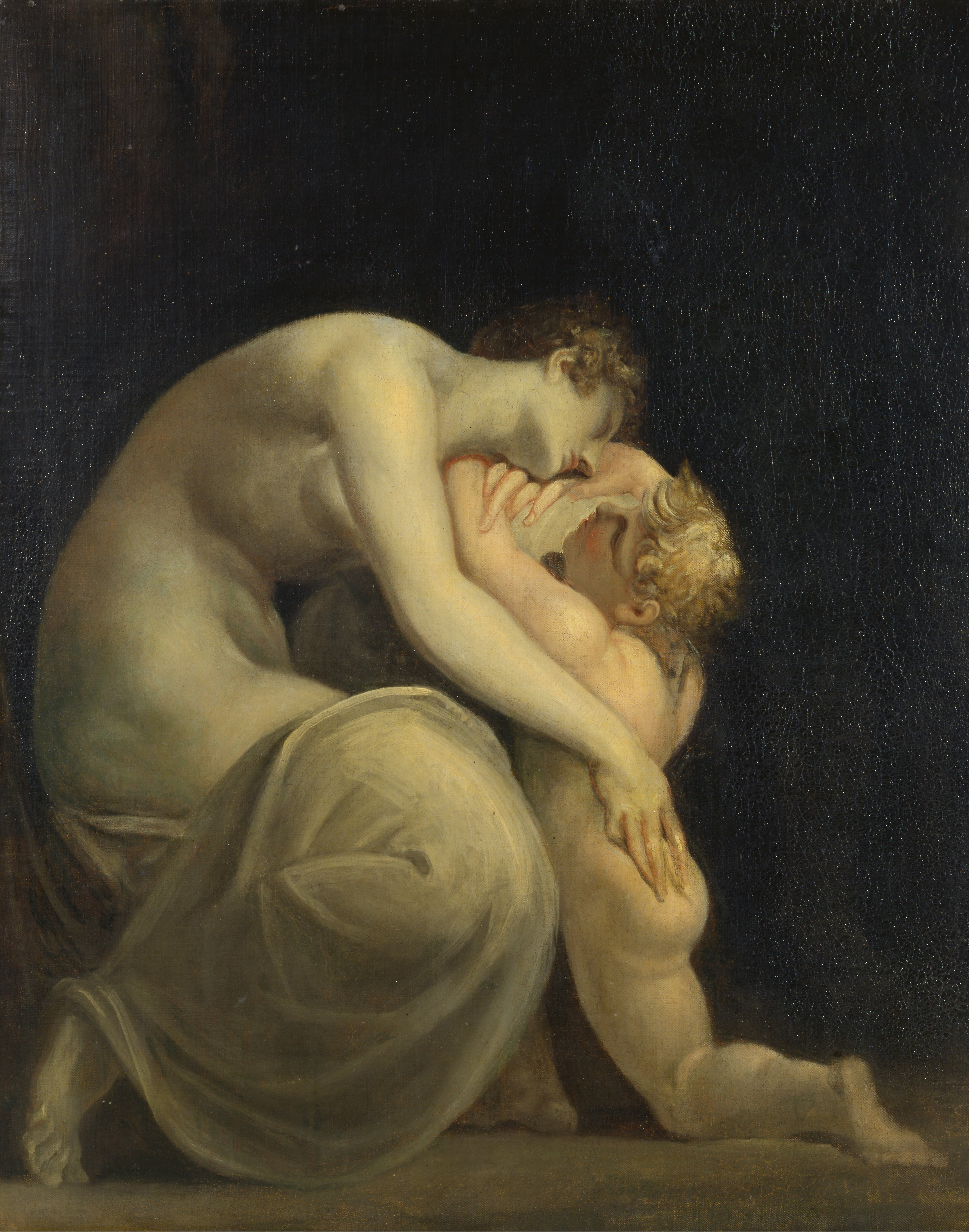
Henry Fuseli, Tecmessa ed Eurisace

Eurisace (in greco antico: Εὐρυσάκης?, Eurüsàkēs) è un personaggio della mitologia greca, figlio di Aiace e di Tecmessa, figlia del re frigio Teulante.

## Il mito
Aiace, prima di suicidarsi, manifestò il desiderio che il figlio Eurisace, ancora bambino, fosse affidato a Teucro. Teucro era il fratellastro di Aiace.
Finita la guerra Eurisace e Teucro ritornarono a Salamina, ma Teucro ne fu subito esiliato da Telamone, nonno di Eurisace, per aver lasciato indifeso il nipote durante il viaggio. Teucro infatti era tornato su una nave diversa da quella di Eurisace. Teucro tornò in seguito nell'isola di Salamina, una volta morto Telamone, per prenderne il posto e governare, ma fu respinto da Eurisace, che nel frattempo era succeduto al nonno, ascendendo al trono. Successivamente Fileo, figlio di Eurisace, avrebbe consegnato l'isola agli Ateniesi quando questi lo fecero cittadino di Atene.
Per Erodoto e Plutarco, Fileo non era figlio di Eurisace, ma suo fratello. Pausania riferisce poi che ai suoi tempi ad Atene ancora sopravviveva il culto di Aiace ed Eurisace.

## Etimologia
Eurisace prende nome dallo scudo di suo padre, Aiace; significa infatti "dal vasto scudo", da εὐρύς eurùs, "ampio" e σάκος sàkos, "scudo".

## Discendenza
Molti uomini famosi si dicevano discendenti di Eurisace; Pausania cita Milziade, che comandò gli Ateniesi a Maratona, e Plutarco riferisce che la famiglia paterna di Alcibiade risaliva a Eurisace, figlio di Aiace.